# Hottok
El hotteok es un tipo de ttok (panqueque coreano), popular como comida callejera en Corea del Sur. Suele servirse en invierno.

## Preparación
La masa para el hottok se hace con harina de trigo, agua, leche, azúcar y levadura, y se deja subir durante varias horas. Con esta masa dura se hacen bolas que quepan en la mano y se rellenan de una mezcla dulce que puede contener azúcar moreno, miel, cacahuete picado y canela. Las bolas de masa rellena se ponen en una plancha engrasada y se aplastan para dejarlas como unos círculos grandes planos con la ayuda de un utensilio especial hecho de un círculo de acero inoxidable y un mango de madera.
En Corea del Sur está disponible comercialmente un surtido de hottok seco en envase de plástico. El surtido viene también con un relleno consistente en azúcar moreno y cacahuete molido o semilla de sésamo.

## Origen

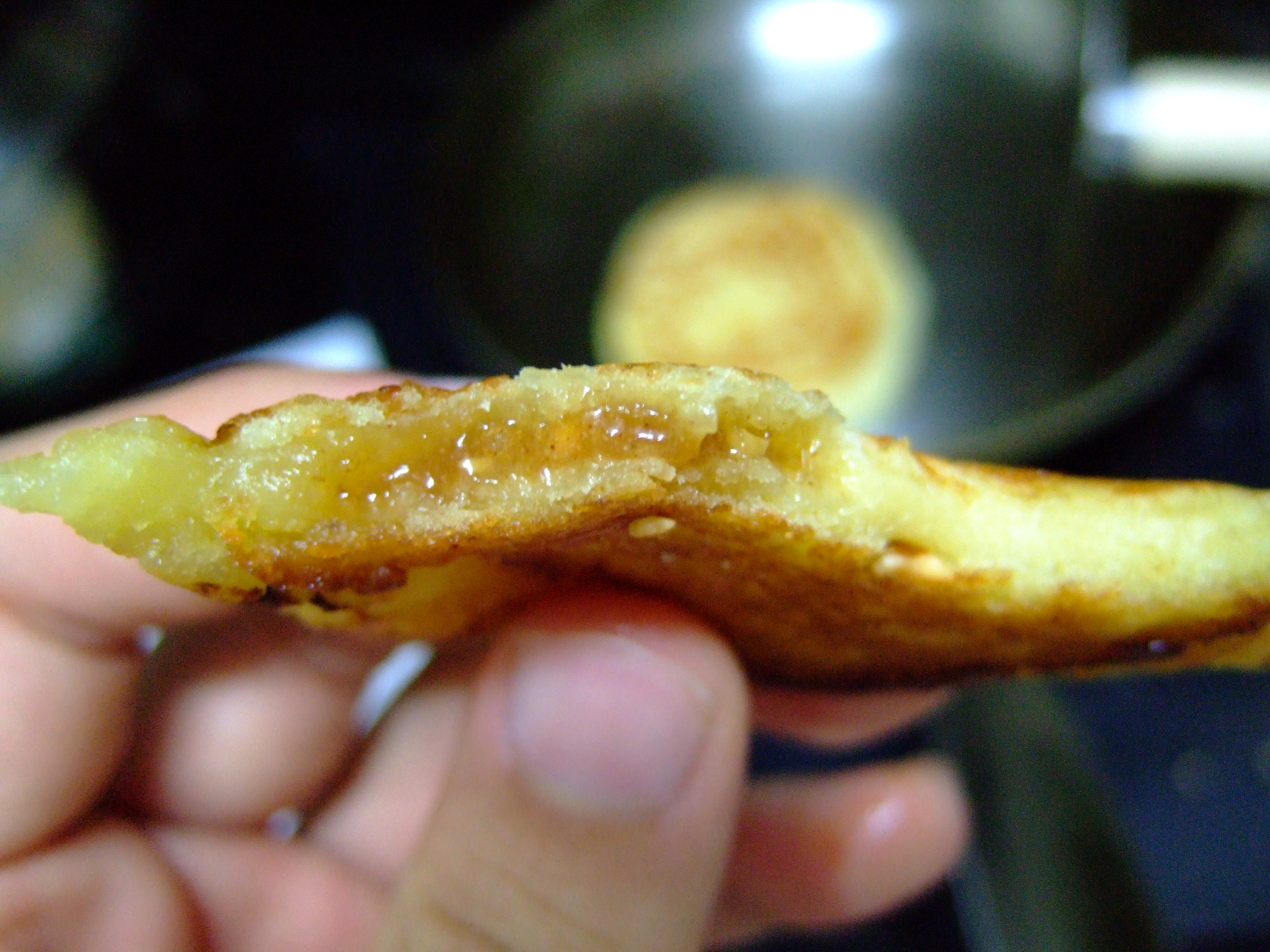
Hottok, mostrando el relleno.

Se cree que el hottok procede de los mercaderes chinos que emigraron a Corea tras el final del siglo XIX. A diferencia de muchos panqueques chinos, que a menudo contienen rellenos salados de carne, el hottok lleva rellenos dulces, más acordes con los gustos coreanos.

## Variedades
Los tipos de hottok han cambiado continuamente. Una de las variedades más populares surgidas en los últimos años incluye té verde molido en la masa, de forma que se vuelve de color verdoso al hornearse. Otra variedad es el hottok rosa, cuya masa incluye frutos rojos, tales como el Rubus coreanus (un fruto parecido a la frambuesa que también se usa para elaborar un vino coreano llamado pokpuncha chu).

## Nutrición
El hottok suele comerse en invierno, pero su consumo excesivo se desaconseja debido a su alto contenido en azúcar. Un solo hottok puede tener hasta 230 calorías.